# いなべ警察署
いなべ警察署（いなべけいさつしょ）は、三重県警察が管轄する警察署の一つである。

## 所在地
- 三重県いなべ市員弁町宇野320-1

## 管轄区域
- いなべ市
- 員弁郡東員町

## 沿革
- 1948年（昭和23年）3月：警察法施行により、三重県警察部大泉警察署を廃止し、国家地方警察員弁地区警察署が発足。
- 1954年（昭和29年）7月：員弁地区警察署を廃止、三重県警察の三重県員弁警察署が発足。
- 2003年（平成15年）12月1日：管内の員弁郡の4町（北勢町、員弁町、大安町、藤原町）が新設合併し、いなべ市となったため、管轄区域市町村数が、5町から、1市1町になった。
- 2005年（平成17年）4月1日：いなべ市ができたことで市名に合わせ、名称を「三重県員弁警察署」から「三重県いなべ警察署」に改称。

## 組織
- 会計課
  - 会計係
- 警務課
  - 警務係
  - 安全相談・被害者支援係
  - 留置管理係
- 生活安全課
  - 生活安全係
  - 捜査係
- 地域課
  - 企画指導係
  - 地域係
- 刑事課
  - 捜査庶務係
  - 捜査係
  - 鑑識係
- 交通課
  - 交通係
- 警備課
  - 警備係

## 交番
| 交番 | 自治体 | 所在地 |
| ---- | ------ | ------ |
| 東員 | 東員町 | 鳥取   |

## 警察官駐在所
| 警察官駐在所 | 自治体   | 所在地           | 備考                         |
| ------------ | -------- | ---------------- | ---------------------------- |
| 梅戸井       | いなべ市 | 大安町門前       |                              |
| 三里         | いなべ市 | 大安町平塚       |                              |
| 石榑         | いなべ市 | 大安町石榑南     |                              |
| 十社         | いなべ市 | 北勢町畑毛       |                              |
| 阿下喜       | いなべ市 | 北勢町阿下喜     |                              |
| 治田         | いなべ市 | 北勢町東村       |                              |
| 藤原         | いなべ市 | 藤原町志礼石新田 | 2022年に東藤原から藤原に改称 |

## 廃止された施設
| 施設名称         | 自治体   | 所在地     | 備考                           |
| ---------------- | -------- | ---------- | ------------------------------ |
| 笹尾交番         | 東員町   | 笹尾東     |                                |
| 神田警察官駐在所 | 東員町   | 六把野新田 |                                |
| 大長警察官駐在所 | 東員町   | 長深       |                                |
| 白瀬警察官駐在所 | いなべ市 | 藤原町本郷 | 2022年に藤原警察官駐在所へ統合 |

## 隣接区域の警察署
三重県
- 桑名警察署
- 四日市北警察署
- 四日市西警察署

岐阜県
- 海津警察署
- 養老警察署

滋賀県
- 彦根警察署
- 東近江警察署